# Telenești
Telenești – miasto w środkowej Mołdawii, siedziba administracyjna rejonu Telenești. W 2004 roku liczyło ok. 6,9 tys. mieszkańców.